# Sciara denticornis
Sciara denticornis är en tvåvingeart som först beskrevs av Franz Lengersdorf 1939.  Sciara denticornis ingår i släktet Sciara och familjen sorgmyggor.
Artens utbredningsområde är Kongo. Inga underarter finns listade i Catalogue of Life.